# Simulium zinaidae
Simulium zinaidae es una especie de insecto del género Simulium, familia Simuliidae, orden Diptera.

## Taxonomía
Fue descrita científicamente por Crosskey, 1997.